# Matjaž Pikalo
Matjaž Pikalo, slovenski književnik, igralec, glasbenik, * 5. oktober 1963, Slovenj Gradec, Slovenija.

## Življenje in delo
Matjaž Pikalo je pesnik in pisatelj, igralec, glasbenik in vsestranski umetnik. Rodil se je leta 1963 v Slovenj Gradcu, zdaj pa živi in ustvarja v Ljubljani. Maturiral je na gimnaziji na Ravnah. Še pred maturo je delal na Radiu Slovenj Gradec. Med študijem na Filozofski fakulteti je opravljal delo na Radiu Študent. Leta 1988 je diplomiral iz etnologije in sociologije kulture. Istega leta je tudi objavil svojo prvo pesem Mladih potih v Mladini. Objavljal je tudi v revijah: Razgledi, Nova revija, Literatura, Dialogi, Apokalipsa, Dnevnik, Odsevanja, Mentor, M’zin, Pil, Ampak, Medijska preža, Otrok in družina, Otrok in knjiga, Primorski dnevnik, Sodobnost.
Objavljal je tudi v nekaterih tujih revijah, predvsem v Italiji in na Madžarskem.
Leta 1990 je na prvih svobodnih volitvah kandidiral za predsednika. V istem letu se je vpisal na podiplomski študij etnologije na VIII. Pariški univerzi.
V letih od 1992 do 1998 je nastopil v nekaj filmih (Vse je pod kontrolo, Zdravljica, Stereotip), televizijskih dramah (Nestrpnost, Predsednik, Operacija Cartier), video produkcijah (No More Heroes Any More), televizijskih oglasih, televizijskih serijah in gledaliških predstavah (Škrat Tuki–tam, Pozabljene pravljice naših babic, Bisergora, Trgovci z novci, Cirkus Butale, Lažnivi Kljukec ...).
V tem obdobju je začel bolj aktivno delovati tudi kot glasbenik, saj je s svojo skupino Autodafé začel predstavljati svojo poezijo. Matjaž Pikalo v skupini igra harmoniko. Preostala člana skupine sta Jaka Hawlina (trobenta, bariton, vokal) in Andrej Hawlina (violina, ropotulje, bas), pridruženi člani skupine pa so Luka Ropret (kitara, vokal), Davor Herceg (klavir, harmonika) in Petra Pikalo (bongosi, vokal). Njihov repertoar obsega vse od Pikalove poezije do zimzelenih pesmi. Njihova prva zgoščenka  Le voyage imaginaire (Namišljeno potovanje) je doživela uspeh in je bila uvrščena med pet najboljših glasbenih izdelkov leta 1998.
Matjaž Pikalo je poročen s Petro Pogačnik; imata sina Dana in hčer Belo. Matjaž se je po rojstvu hčere za krajši čas zaposlil kot vzgojitelj v vrtcu. Opravljal je tudi delo urednika pri Novi reviji. Je tudi član Društva slovenskih pisateljev.
Umetnik je tudi dejaven športnik, udeležil se je svetovnega nogometnega prvenstva v nogometu v Koreji in postal kapetan slovenske literarne nogometne reprezentance. Leta 2001 je tudi preplaval razdaljo med otokoma Olibom in Silbo.

## Primer Modri e
Matjaž Pikalo je bil leta 1999 obsojen na visoko denarno kazen, ker se je neka oseba prepoznala v romanu Modri e. Leta 2005 je bila umetnikova pritožba uspešna (sodišče je ugotovilo kršenje svobode umetniškega izražanja) in primer Modri e je šel na ponovno sojenje. Leto kasneje se je primer zaključil sporazumno, vendar avtor ni zahteval vrnitve plačane odškodnine.
Roman je bil v letu 2000/2001 tema druge stopnje tekmovanja za Cankarjevo priznanje.

## Dela

### Pesmi
- V Avtobusu (1990)
- Dobre vode (1991)
- Pes in plesalka (1994)
- Bile (1997)
- Balloons, God, Moon, Earth (1998)
- Bile (druga izdaja) (2004)
- Rekla si, da hočeš (2016)
- Ameriški sprehajalec (202?)

### Romani
- Modri e (1998)
- Evropa 2000 – Igrivo bojišče narodov (2001)
- Drevored ljubezni in vojne (2001)
- Palčica (2002)

### Dramska dela
- Preshern duo milia (2000)
- Trgovci z novci (2003)
- Cirkus Butale (2004)
- Muca Copatarica (2005)
- Lažnivi Kljukec (2006)

### Dela za otroke in mladino
- Prisluhni školjki (2001)
- Luža (2001)
- Samsara, deklica, da ji ni para (2003)
- Samsara (2005)
- Vrtnar na jezeru (2007)
- Marinamarina (2007)
- Misli dobro in modro (2007)
- Rdeča Raketa (2015)

### Objave v antologijah
- At Three and a Half Past Midnight – antologija mlade slovenske poezije v angleščini (1996)
- Do grla v mulj vraščeno – antologija sodobne slovenske poezije (1997)
- Nuova poesia slovena – antologija nove slovenske poezije v italijanščini (1998)
- Mi se vrnemo zvečer – antologija slovenske poezije devetdesetih (2004)
- Vraćamo se uvečer – antologija mlade slovenske poezije (2006)
- Priče izrasle u tajne - antologija suvremene slovenske književnosti za djecu i mlade (2006)
- Geniji 2 – antologija sodobne slovenske mladinske kratke proze (2007)
- Bonton v prometu (2007)

### Plošče
- Dr. Voice for President (1990)
- Le voyage imaginaire - CD plošča skupine Autodafé (1997)
- Cinéma voltaire – CD plošča skupine Autodafé (2001)

### Drugo
- besedila za otroško pevsko skupino Ljubljanski Lumpi (Misli dobro in modro, akaj moram? ...)
- V avtobusu, kaseta govoreče poezije (1990)
- Dnevi poezije in vina - mednarodni zbornik poezije (1996)
- Voci dalla sala d'aspeto – zbornik poezije v italijanščini (1996)
- Slovene Sampler – zbornik slovenske poezije v angleščini (1998)
- Plavi e – scenarij za celovečerni igrani film (2000)

## Nagrade
- mednarodna nagrada Pablo Neruda za poezijo v Trstu (1998)
- nagrada večernica za delo Luža (2002)
- častno priznanje mednarodne zveze za mladinsko književnost IBBY Honour List za mladinsko delo Luža (2004)
- priznanje za pesem Misli dobro in modro na mednarodnem natečaju za neobjavljene pesmi v Italiji
- slikanica Samsara je bila nagrajena na bienalu slovenske ilustracije
- plesno-gledališka predstava Muca Copatarica je dobila nagrado na festivalu gledališč za otroke v Črni gori (2007)
- nagrada za predstavo Pupilija, papa Pupilo pa Pupilčki na BITEF-u
- druga nagrada na mednarodnem natečaju za otroško in mladinsko zgodbo za delo D'Slamina (ilustratorji: Dan Pikalo, Matic Lukšič, Samo Bihar) (2008)
- nagrada za predstavo Slovensko narodno gledališče na Borštnikovem srečanju
- nagrada Fanny Haussmann (za cikel pesmi Ameriški sprehajalec)